# الطريق الأوروبي E54
الطريق الأوروبي E54 هو طريق من شبكة الطرق الأوروبية الدولية. يبدأ في باريس بفرنسا وينتهي في ميونيخ بألمانيا.